# Teddy Riner
Teddy Pierre-Marie Riner, (Pointe-à-Pitre, 1989. április 7. –) olimpiai, világ- és Európa-bajnok francia cselgáncsozó.

## Élete
Riner Franciaország tengerentúli megyéinek egyikén, a Karib-térségben található Guadeloupe-on született, Párizsban nőtt fel. Gyerekként az egyik helyi sportklubban kipróbált több sportágat is, teniszezett, focizott, kosárlabdázott és úszott is. Végül az egyéni sportágak mellett döntött azon belül is a cselgánccsal kezdett komolyabban foglalkozni.

## Pályafutása
Első világbajnoki címét 2007-ben nyerte 18 évesen, ezzel ő lett a sportág legfiatalabb világbajnoka. 2011-ben szerezte meg ötödik világbajnoki címét, elsőként a cselgáncs történetében.
2008 és 2020 között öt olimpián vett részt, mindegyiken érmet szerzett. Egyéniben három aranyérmet és két bronzérmet, csapatban pedig két aranyérmet nyert összesen. A 2016-os rioi olimpián Franciaország zászlóvivője volt a megnyitó ünnepségen. A 2024-es párizsi olimpia megnyitóján Teddy Riner az atléta Marie-José Péreccel közösen gyújtotta meg az olimpiai lángot.
2010 és 2020 között egymást követő 154 mérkőzést vívott meg győztesen.
2013-ban megkapta a francia Becsületrend lovagi kitüntetését. 2021-ben tiszti, majd 2024-ben a Becsületrend parancsnoki fokozatára emelték rangját.